# Kazuhisa Kawahara
Kazuhisa Kawahara (jap. 河原 和寿, Kawahara Kazuhisa; * 29. Januar 1987 in der Präfektur Saitama) ist ein ehemaliger japanischer Fußballspieler.

## Karriere

### Verein
Kawahara erlernte das Fußballspielen in der Schulmannschaft der Omiya Higashi High School. Seinen ersten Vertrag unterschrieb er 2005 bei Albirex Niigata. Der Verein spielte in der höchsten Liga des Landes, der J1 League. 2009 wurde er an den Zweitligisten Tochigi SC ausgeliehen. Für den Verein absolvierte er 48 Spiele. 2010 kehrte er nach Albirex Niigata zurück. Für den Verein absolvierte er 41 Erstligaspiele. Im August 2010 wechselte er zum Zweitligisten Ōita Trinita. Für den Verein absolvierte er 17 Erstligaspiele. 2011 wechselte er zum Ligakonkurrenten Tochigi SC. Für den Verein absolvierte er 45 Spiele. 2013 wechselte er zum Ligakonkurrenten Ehime FC. Für den Verein absolvierte er 213 Spiele. Ende 2019 beendete er seine Karriere als Fußballspieler.

### Nationalmannschaft
Mit der japanischen U20-Nationalmannschaft qualifizierte er sich für die Junioren-Fußballweltmeisterschaft 2007.